# ブリストル海峡

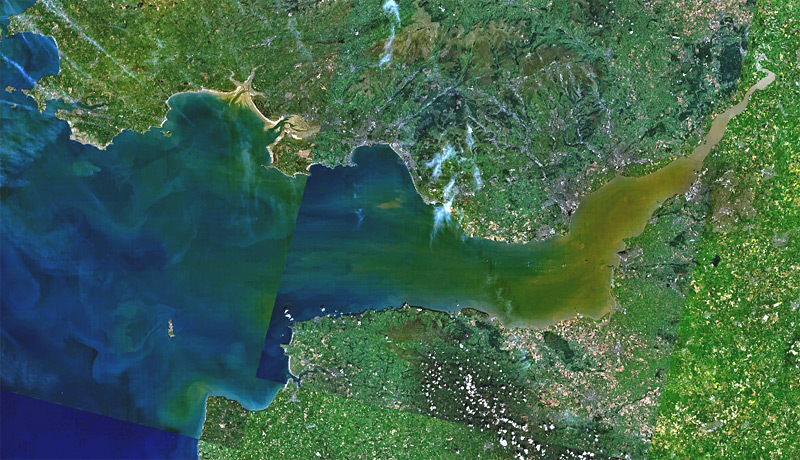
ブリストル海峡の衛星写真

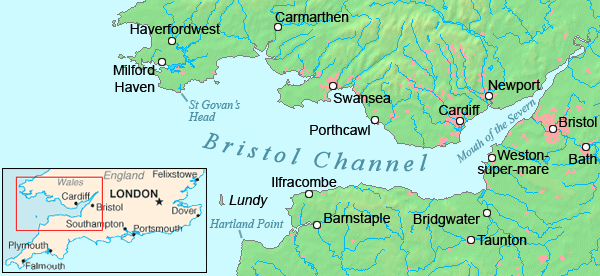
ブリストル海峡の地図

ブリストル海峡（ブリストルかいきょう、英語:Bristol Channel、ウェールズ語:Môr Hafren）は、イギリス、イングランド南西部とウェールズ南部との間にある大西洋からの湾入。ブリストル湾、ブリストル水道とも表記される。

## 概要
東端のセヴァーン川河口エスチュアリーにあるカーディフとウェストン・スーパー・メアの間は幅8kmであるが、大西洋への出口では幅約69kmに達し、ラッパ状をなして東西に広がる。長さ136km。潮流が速く干満差が大きいため、湾奥ではしばしば高潮が発生する。
ウェールズ側は南ウェールズ炭田を中心に工業化が進み、カーディフ、スウォンジー、ニューポートなどの港湾が立地するが、イングランド側は農業地域であり、セヴァーン川河口近くにあるブリストルが唯一の中心都市である。